# Villeneuve-du-Latou
Villeneuve-du-Latou är en kommun i departementet Ariège i regionen Occitanien i södra Frankrike. Kommunen ligger  i kantonen Le Fossat som ligger i arrondissementet Pamiers. År 2022 hade Villeneuve-du-Latou 154 invånare.

## Befolkningsutveckling
Antalet invånare i kommunen Villeneuve-du-Latou
Referens: INSEE